# Кім Хьон У (футболіст)
Кім Хьон У (кор. 김현우, нар. 7 березня 1999) — південнокорейський футболіст, захисник клубу «Динамо» (Загреб).

## Клубна кар'єра
Народився 7 березня 1999 року. Вихованець клубу «Ульсан Хьонде». 2018 року перейшов до хорватського «Динамо» (Загреб), де став виступати за резервну команду.

## Виступи за збірні
У складі збірної Південної Кореї до 19 років взяв участь в юнацькому (U-19) кубку Азії 2018 року. На турнірі він зіграв у 6 матчах і допоміг своїй команді стати фіналістом турніру. Цей результат дозволив команді до 20 років кваліфікуватись на молодіжний чемпіонат світу 2019 року у Польщі, куди поїхав і Кім. Там захисник теж був основним гравцем і зіграв у всіх семи матчах і забив 1 гол, ставши фіналістом турніру.